# بریره
بریره (به عربی: بریرة) یک شهرداری در الجزایر است که در استان الشلف واقع شده‌است. بریره ۱۱٬۸۰۸ نفر جمعیت دارد.